# Kowale (sielsowiet Brzostowica Mała)
Kowale (biał. Кавалі, Kawali, ros. Ковали, Kowali) – wieś na Białorusi, w obwodzie grodzieńskim, w rejonie brzostowickim, w sielsowiecie Brzostowica Mała.
Wieś szlachecka położona była w końcu XVIII wieku w powiecie grodzieńskim województwa trockiego Wielkiego Księstwa Litewskiego. 
W dwudziestoleciu międzywojennym wieś leżała w Polsce, w województwie białostockim, w powiecie grodzieńskim, w gminie Brzostowica Mała. 
Według Powszechnego Spisu Ludności z 1921 roku zamieszkiwało tu 325 osób, 19 było wyznania rzymskokatolickiego, 303 prawosławnego a 3 mojżeszowego. 40 mieszkańców zadeklarowało polską przynależność narodową a 285 białoruską. Było tu 47 budynków mieszkalnych. Był tu też folwark o tej samej nazwie. Mieszkało w nim 22 osoby, 17 wyznania rzymskokatolickiego a 5 prawosławnego, zadeklarowali oni polską narodowość.